# Iglesia de San Miguel Arcángel (Villanueva de Córdoba)

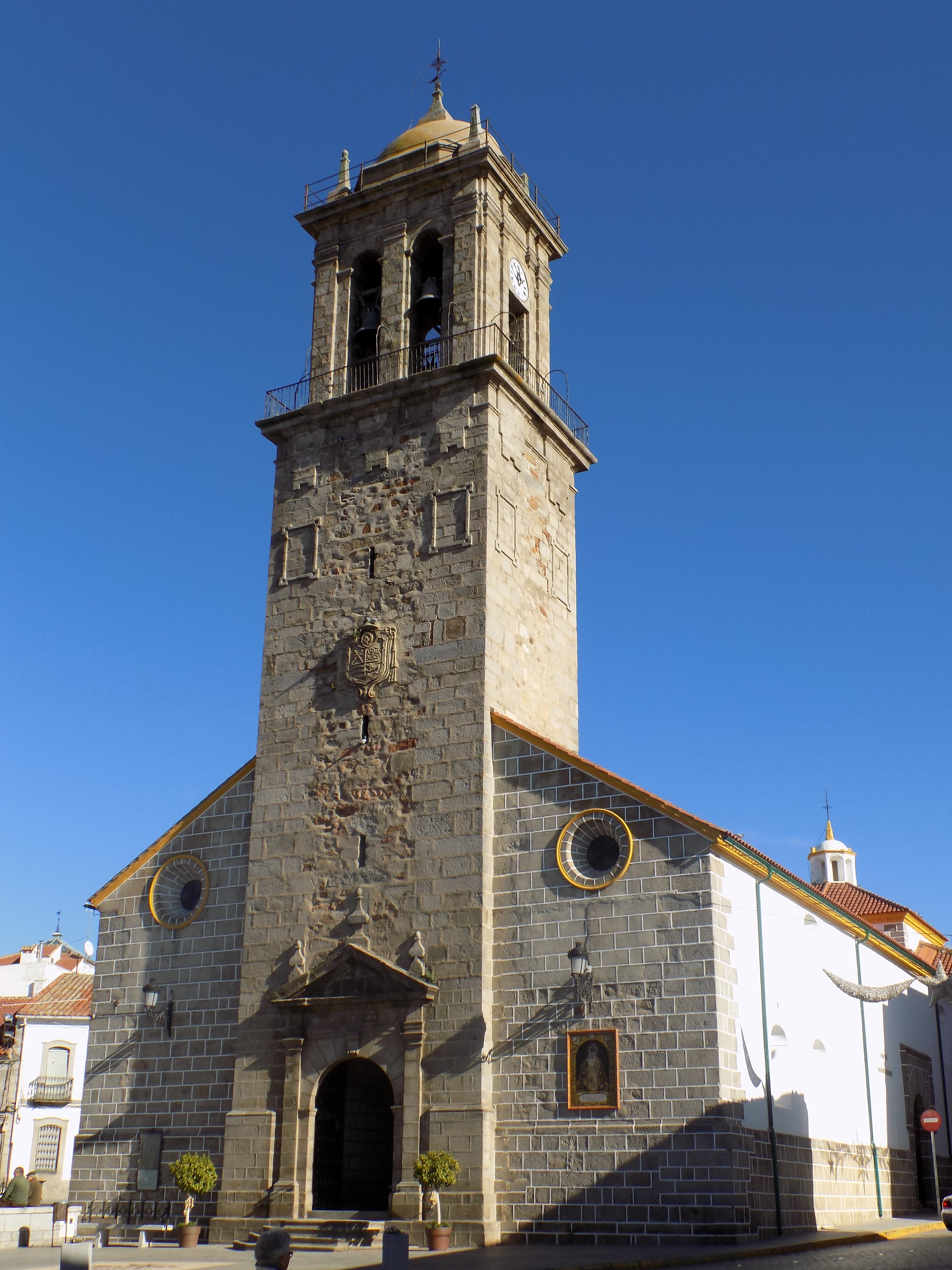
Vista general de la torre y de la iglesia de San Miguel Arcángel.

La iglesia de San Miguel Arcángel es un templo católico situado en el municipio de Villanueva de Córdoba, en la provincia de Córdoba (España).
Su construcción comenzó en el siglo XVI, y se reformó completamente en el siglo XVIII, cuando se le añadió la torre, terminada en 1785, y la sacristía parroquial. Se encuentra en la plaza de España de Villanueva de Córdoba, y hasta el año 1954 fue la única iglesia de la localidad que contó con el rango de parroquia.

## Historia del edificio

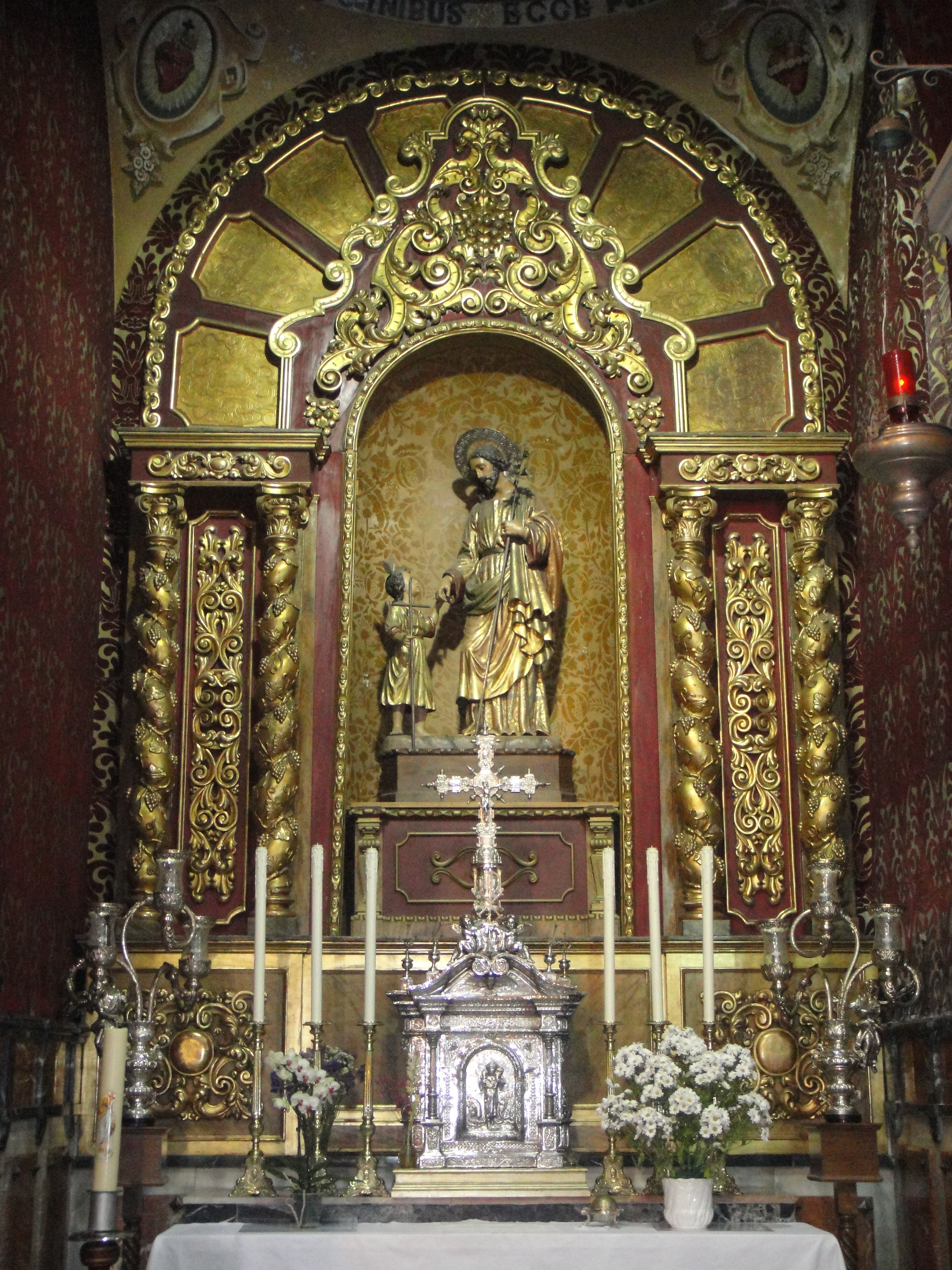
En el lugar que ocupaba la primitiva sacristía de la iglesia de San Miguel Arcángel se encuentra hoy la capilla del Sagrario.

En 1553, al serle concedido a Villanueva de Córdoba el título de villa, se edificó la primitiva iglesia parroquial, que fue puesta bajo la advocación de San Miguel Arcángel, nombrado patrono de la localidad.
El altar mayor fue construido en 1590 y en 1595 se colocó el retablo del altar mayor, que se supone que estaba adornado con pinturas realizadas por Juan de Mesa, un pintor natural de Córdoba, y por Pedro de Mena. En 1595 se levantó una pequeña torrecilla para la campana, y en 1629 ya estaba dotada de órgano y se había adquirido, con las aportaciones de los vecinos, una Cruz de Guía de plata. Un año más tarde fue empedrado el cementerio de la iglesia. El techo de la nave central de la primitiva iglesia era de madera labrada y los techos de las naves laterales eran de madera labrada toscamente. Contaba también el templo con un tabernáculo en el que se alojaba una imagen de San Miguel, de talla, y un sagrario de madera dorada.
En 1743, siendo obispo de Córdoba Miguel Vicente Cebrián y Agustín, debido al crecimiento de la población, se decidió construir una nueva iglesia parroquial para la localidad, derribándose para ello la primitiva, y siendo el arquitecto el maestro cordobés Francisco de la Mata. En 1746 se dieron por finalizadas las obras, exceptuando las de la torre-campanario de Villanueva de Córdoba, que comenzó a construirse en 1777 y se dio por terminada en 1780, aunque no se remataría hasta 1785. Ese año fue adquirido un nuevo órgano para la parroquia, destruido en 1936, y que antes de su destrucción hubo de ser reparado en dos ocasiones, en 1848 y en 1894. En 1771 se comenzó a construir la actual sacristía parroquial, adquiriéndose para ello unos terrenos colindantes con la iglesia, que se terminó en 1773. La primitiva sacristía es la actual capilla del Sagrario.
En la noche del 29 de enero de 1868 se cometió un robo en la iglesia de San Miguel Arcángel, siendo sustraídas buena parte de las obras de orfebrería del templo, que nunca fueron recuperadas. La lista de objetos que desaparecieron, extraída de la Historia de la Villa de Villanueva de Córdoba, de Juan Ocaña Prados, es la siguiente:

Una lámpara. -La Cruz Parroquial. -Un cáliz cincelado con querubines. -Patena, cucharita y cubreformas de plata sobredorada. -Dos cálices con sus respectivas patenas. -Un copón pequeño sobredorado. -Una caja de plata y una cajita sobredorada. -Un incensario con su naveta. -Tres pares de vinajeras y dos platos, y unas vinajeras con campanita, todo de plata. -Un portapaz con la imagen de Nuestra Señora. -Un copón grande. -Dos diademas. -Cinco coronas de cinco imágenes. -Dos coronas de dos niños y un globo-mundo. -La corona del Señor de la Vera-Cruz sobredorada. -Las tres potencias de Jesús de la Columna y las tres del Cristo Resucitado. -El estandarte de Cristo Resucitado. -Un cetro de la Virgen. -Una media luna, un sol y un viril.

### Patrimonio destruido en la guerra civil española

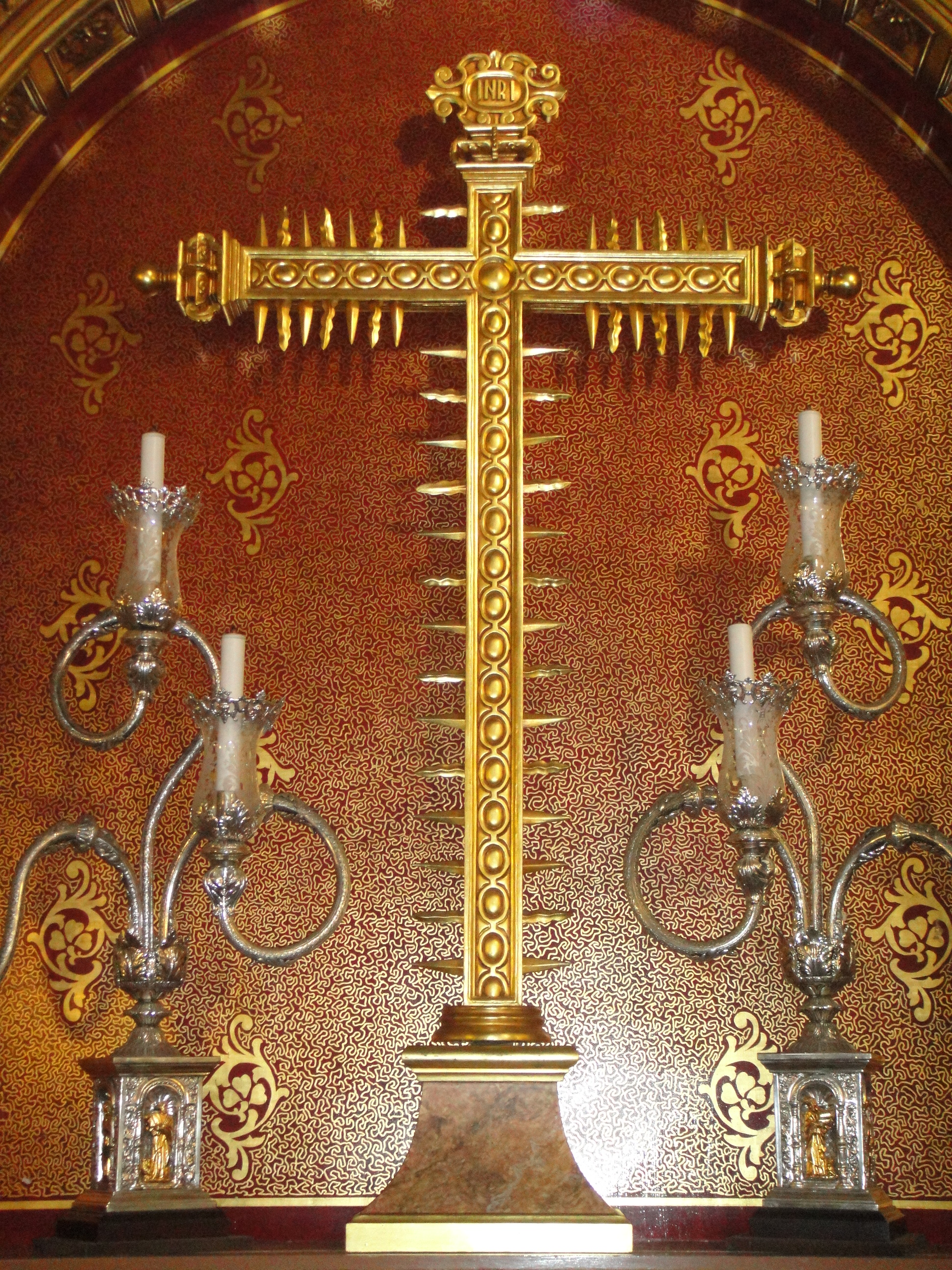
La Cruz de los Pinchos, obra del, sobrevivió a la destrucción del patrimonio religioso, llevada a cabo durante la guerra civil española.

El 25 de julio de 1936, en el contexto de la persecución religiosa desatada durante la guerra civil española, que dio comienzo el día 18 de julio de ese mismo año, fueron destruidos todos los retablos y altares existentes en la parroquia, así como la mayor parte de las imágenes que cobijaban:
- Retablo Mayor: fue colocado en 1784, y se comprometió a costearlo la Cofradía de Ánimas del Purgatorio de la localidad, aunque hubo de ser adquirido por Francisco Martínez Moreno y Lucía Dolores Moreno, vecinos de Villanueva de Córdoba. Como recuerdo por la generosidad de ambos, se colocó una placa en la parte baja del retablo, en el lado izquierdo, al nivel del altar mayor, en la que figuraban los nombres de los dos donantes. En el retablo se hallaban colocadas las imágenes de San Miguel Arcángel, en el centro, la de la Virgen de Luna a la derecha, y la del Sagrado Corazón de Jesús a la izquierda. La imagen de San Miguel Arcángel había sido adquirida en 1874 en un taller de imaginería de Barcelona por 350 pesetas. El artífice del retablo mayor de la de San Miguel Arcángel fue Alonso González y su coste ascendió a 10 400 reales.
- Altar de San José: en él se hallaba la imagen del santo patriarca junto con la del Purísimo Corazón de María, que se hallaba situada a su derecha. La Cofradía de San José de Villanueva de Córdoba fue fundada en 1687. Estuvo compuesta en un principio por tres hermanos, siendo su primer Hermano Mayor Mateo Fernández de Vacas. Posteriormente desapareció dicha Cofradía.
- Altar de la Virgen del Rosario: en él se hallaba la imagen de la Virgen del Rosario. La Hermandad de la Virgen del Rosario de Villanueva de Córdoba fue creada durante el mandato del obispo de Córdoba Fray Martín de Córdoba y Mendoza, a finales del siglo XVI y perduró hasta el año 1917.
- Altar de San Antonio.
- Altar de las Ánimas del Purgatorio: en él se hallaba un lienzo en el que se representaba la bajada de Jesucristo a los infiernos. Al parecer el altar se hallaba situado hacia la mitad del muro del lado de la Epístola, es decir, donde hoy se encuentra el retablo de Santa Rita. La cofradía de las Ánimas del Purgatorio de Villanueva de Córdoba fue fundada el 6 de diciembre de 1657 y sus Capitulaciones constaban de 25 artículos, aunque se extinguió posteriormente.
- Altar de Santa Rita: en él se hallaba la imagen de Santa Rita, que fue costeada por las señoras que conformaban la Hermandad de Santa Rita.
- Altar de la Virgen del Carmen: allí se encontraban las imágenes de la Virgen del Carmen en el centro, a su derecha la de San Isidro, sufragada esta última por la cofradía del santo, a la izquierda se encontraba la del Ángel de la Guarda y en la parte superior una de San Juan Bautista.
- Retablo del Señor de la Vera-Cruz: allí se hallaba la imagen de Cristo Crucificado o Señor de la Vera-Cruz, con corona de plata adquirida en 1860 por 1300 reales y robada en 1868; a su derecha se situaba la imagen del Señor amarrado a la Columna y a su izquierda la talla de Cristo Resucitado. La imagen del Señor de la Vera-Cruz pertenecía a la Hermandad de la Santa Vera-Cruz de la localidad, creada durante el mandato del obispo de Córdoba Fray Martín de Córdoba y Mendoza, a finales del siglo XVI, y que desde el año 1632 contó con un altar propio en la parroquia de San Miguel Arcángel. Posteriormente desapareció dicha hermandad.
- Retablo de la Virgen de la Candelaria.
- Retablo de San Pedro: en él se hallaba la imagen de San Pedro y en su parte superior estaba colocada una de San Ildefonso.
- Altar de la Purísima Concepción.La imagen del Sagrado Corazón de Jesús, que actualmente se encuentra en el retablo mayor, sobrevivió a la destrucción del patrimonio religioso en la noche del 25 de julio de 1936.

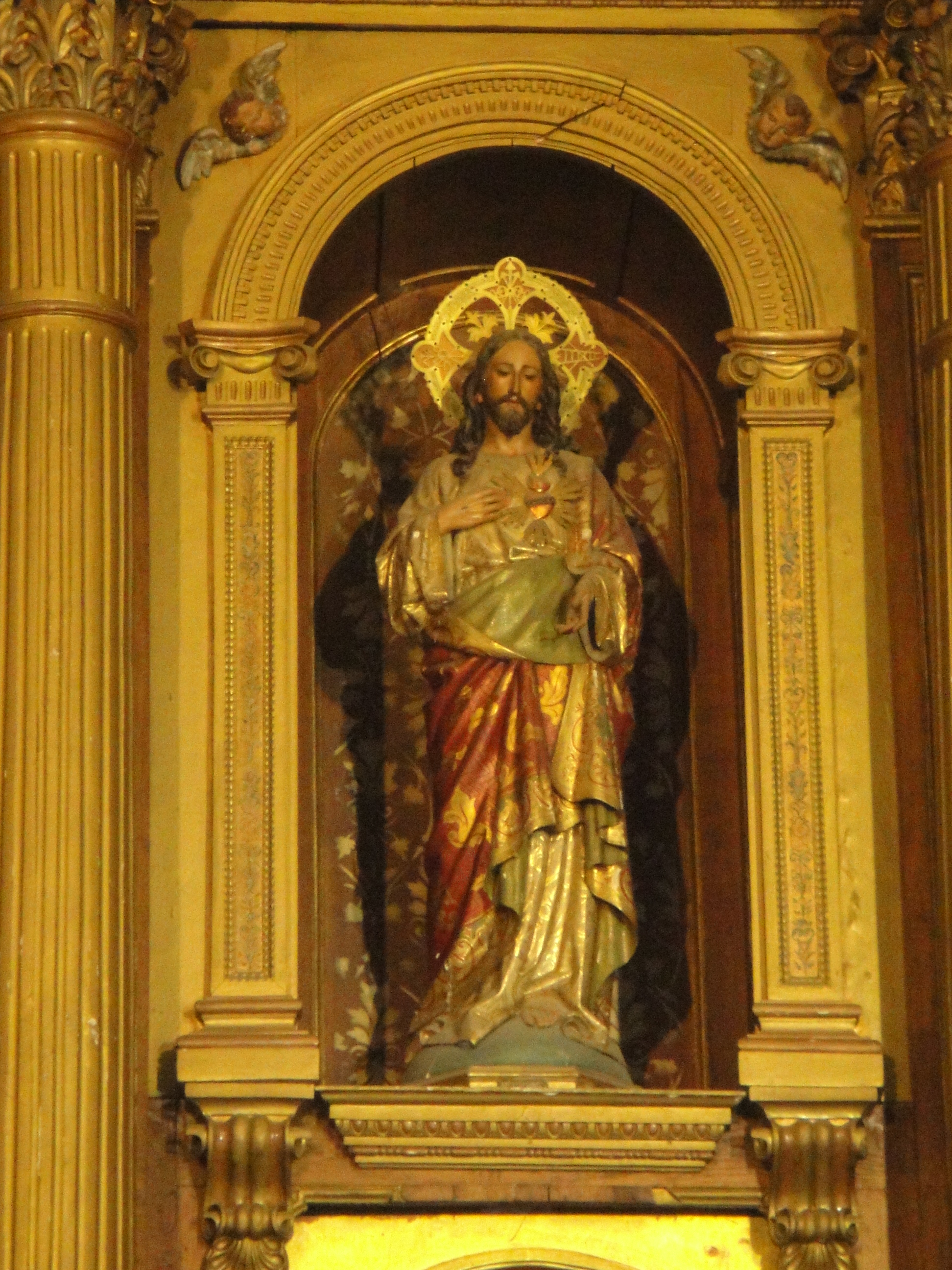
La imagen del Sagrado Corazón de Jesús, que actualmente se encuentra en el retablo mayor, sobrevivió a la destrucción del patrimonio religioso en la noche del 25 de julio de 1936.

Juan Ocaña Torrejón, en su obra Villanueva de Córdoba, Apuntes Históricos, menciona la existencia en Villanueva de Córdoba de una Cofradía de San Roque. Dicha cofradía fue fundada hacia el año 1763 y, al parecer, contaba con un retablo propio en la iglesia de San Miguel Arcángel. La creación de dicho retablo fue solicitada en 1772, siendo colocado después de 1774, pero Juan Ocaña Prados, en su relación de los retablos y altares de la iglesia de San Miguel Arcángel de su obra Historia de la Villa de Villanueva de Córdoba, publicada en 1911, antes de la guerra civil española, no lo menciona. Ello se debe a que la imagen de San Roque, cuya Cofradía dejó de existir sin que se conozcan las causas, fue llevada a principios del siglo XX a la ermita de San Gregorio de la localidad. Dicha imagen de San Roque sería destruida en 1936 durante la guerra civil española.
Hasta 1936 hubo cuatro ángeles lampadarios en el templo, colocados en las cuatro pechinas que soportan el peso de la cúpula central. Eran de madera, de buena factura y habían sido realizados en el siglo XVIII. Representaban las cuatro virtudes cardinales, la Prudencia, la Justicia, la Fortaleza y la Templanza.
Todos los retablos y altares anteriormente enumerados fueron arrojados a las llamas (a una hoguera encendida en la cercana plaza de España), en la noche del 25 de julio de 1936. Ese día también fueron incendiadas todas las iglesias y ermitas de la villa, como también lo fue la ermita de la Virgen de Luna, patrona de las localidades de Villanueva de Córdoba y Pozoblanco, y situada entre ambas localidades, en la dehesa de la Jara. Sólo fue destrozado el mobiliario pero no los edificios, que no sufrieron daño alguno, a pesar de que, como en el caso de la iglesia de San Miguel (que fue convertida durante la Guerra Civil en plaza de Abastos), fueron destinados para fines a los que no estaban destinados.
Circuló en el pasado la leyenda de que en julio de 1936, la imagen de la Virgen de Luna fue arrojada desde la torre de la iglesia de San Miguel Arcángel. Sin embargo, la imagen que fue arrojada desde la torre fue la de la Virgen del Carmen que se encontraba en el templo. Una mano de la Virgen de Luna pudo ser rescatada y hoy en día se guarda en un relicario plateado de la iglesia de San Miguel Arcángel. Excepto algunas obras de orfebrería, una imagen del Sagrado Corazón de Jesús, la Cruz de los Pinchos, un manto de la Virgen de los Dolores, y algunos otros objetos, el resto del mobiliario religioso y buena parte de los archivos parroquiales fueron destruidos.

## Descripción del templo

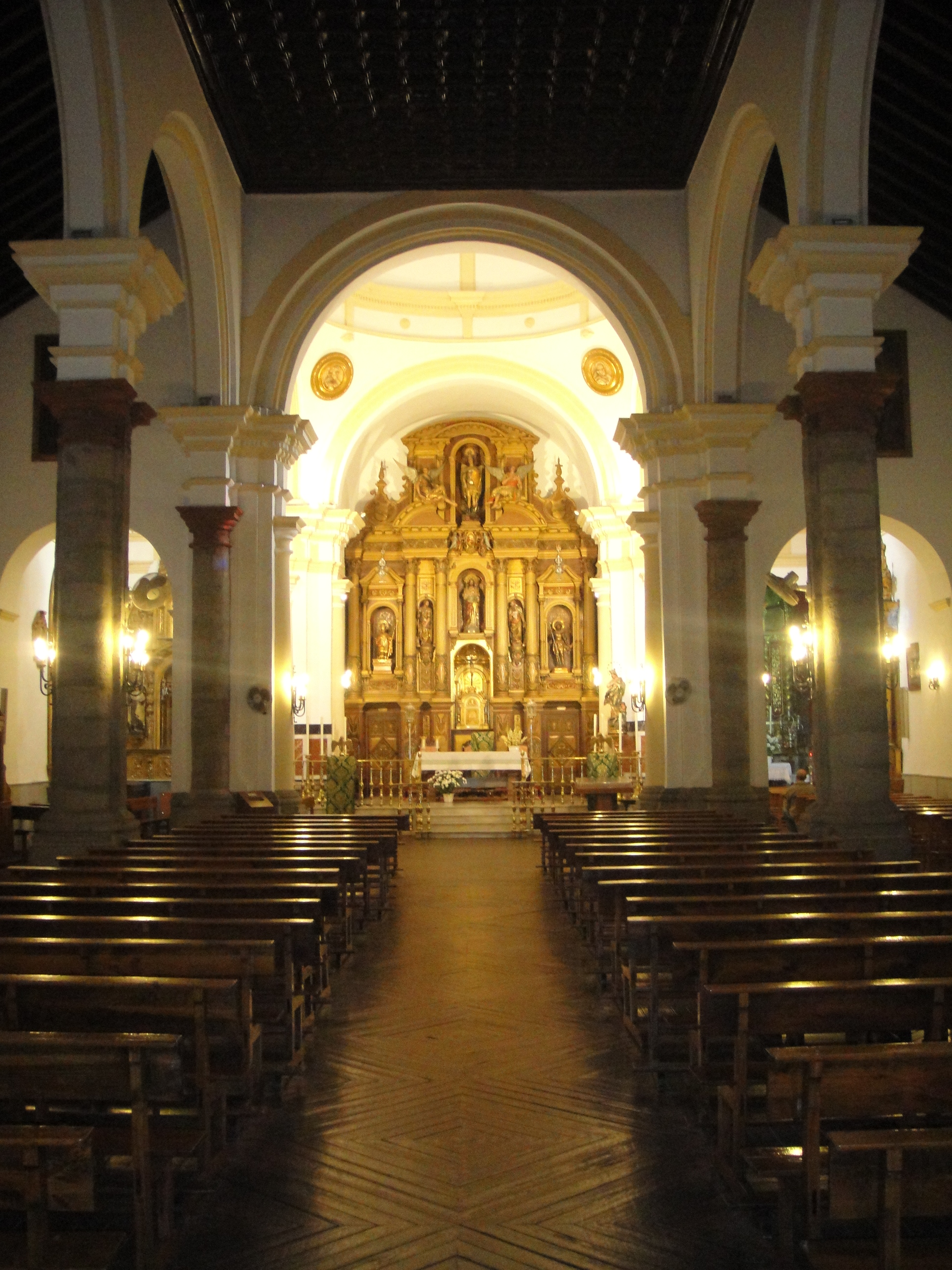
Vista de la nave central de la iglesia.

Hasta el año 1954, la única iglesia de Villanueva de Córdoba que contaba con el rango de parroquia era la de San Miguel Arcángel. Por ello, su mobiliario y patrimonio supera al del resto de las parroquias de la villa.
La iglesia se divide en tres naves, separadas por arcos de medio punto que descansan sobre fragmentos de entablamento y pilares cruciformes de granito, crucero y presbiterio. Las naves laterales se cubren con techumbres de madera a un agua y la central con alfarje decorado por casetones con rosetas. El crucero tiene cúpula sobre pechinas con linterna y los brazos del crucero van cubiertos por bóvedas de cañón con lunetos, al igual que el presbiterio.
Junto a la cabecera se encuentra la antigua sacristía, transformada en Capilla del Sagrario, de planta rectangular, cubierta por cúpula sobre pechinas decoradas con representaciones eucarísticas. La actual sacristía es de planta rectangular y está cubierta por una bóveda de cañón con lunetos y arcos fajones rebajados que se apoyan sobre ménsulas.
Las portadas laterales del templo son de granito y están formadas por un arco de medio punto con moldura exterior. La portada principal, situada a los pies del edificio, es también de granito y está formada por un arco de medio punto flanqueado por pilastras toscanas que soportan un frontón triangular. Sobre ella se alza la torre-campanario de Villanueva de Córdoba, de planta rectangular, construida entre los años 1777 y 1785, durante el reinado de Carlos III de España y siendo obispo de Córdoba Baltasar Yusta Navarro, cuyo escudo aparece en el cuerpo inferior de la torre, sobre el que se levanta el cuerpo de campanas con cuatro arcos de medio punto en los lados mayores y dos vanos rectangulares en los laterales, estando rematada la torre por una cúpula flanqueada por pirámides rematadas con bolas de granito. El aspecto de la torre es similar al de la torre de la Real Colegiata de San Hipólito de Córdoba, construida en el mismo periodo.
El presbisterio se encuentra cerrado por una barandilla de metal y se accede a él a través de una escalera pétrea, que lo sitúa por encima del nivel del resto del templo. El suelo de la iglesia es de madera, dispuesta en listones que conforman formas geométricas, y fue realizado en 1914, como lo atestigua una inscripción en letras de hierro colocada en el suelo del templo, cerca de la portada principal y debajo del coro.

### Retablos

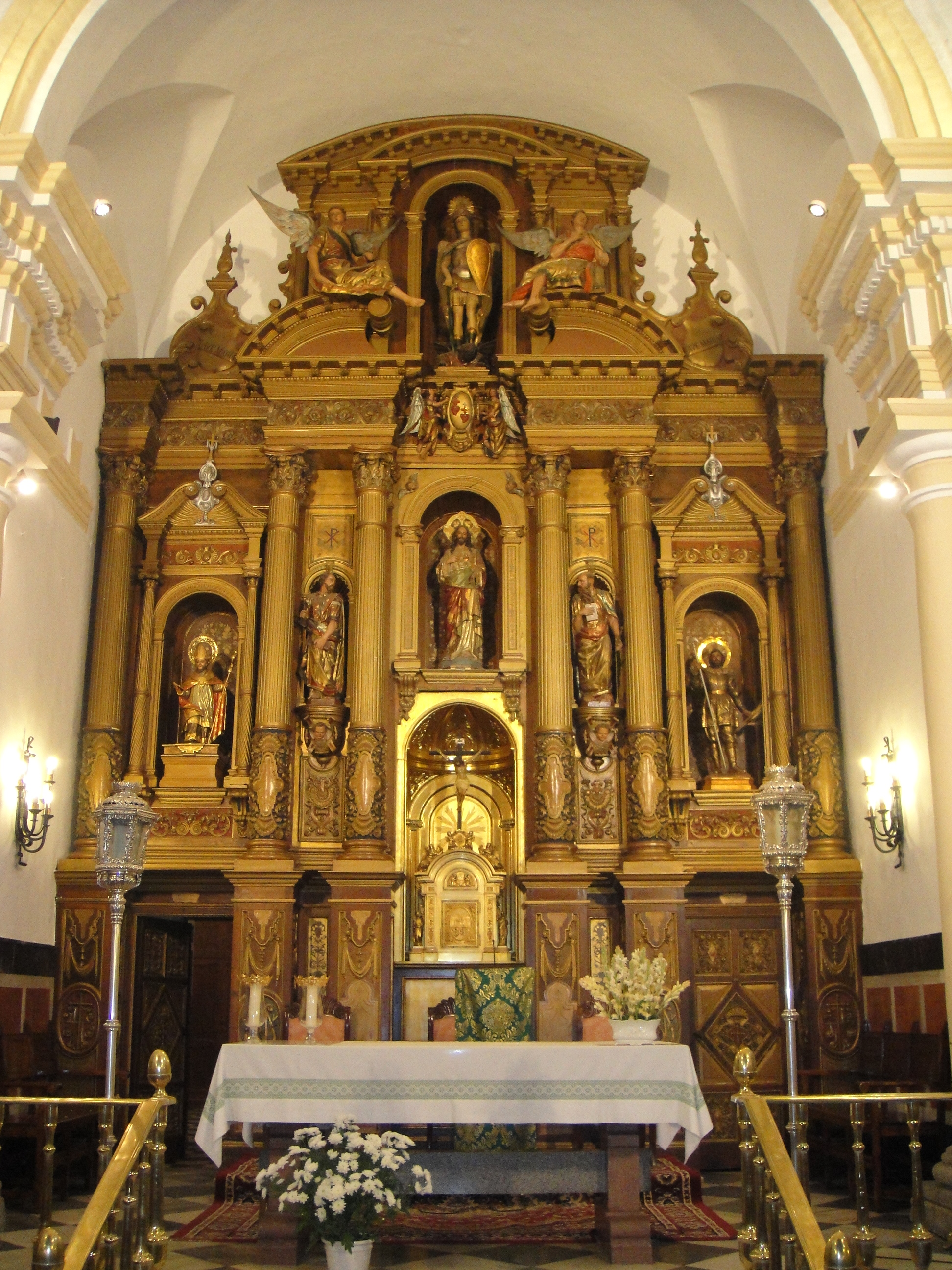
Retablo mayor de la iglesia de San Miguel Arcángel.

Adornan el templo varios retablos de estilo neobarroco, colocados todos ellos después de la guerra civil española. La mayoría de las imágenes que cobijan fueron realizadas después de la Guerra Civil.
- Retablo Mayor, realizado en Madrid en 1947. Se adorna con las imágenes de la Inmaculada Concepción y de San Miguel Arcángel, patrono de la localidad, en la calle central. A los lados las de los apóstoles San Pedro y San Pablo, que siguen en sus formas patrones tardomanieristas. En el extremo lateral derecho se encuentra la imagen del Sagrado Corazón de Jesús, superviviente del expolio de 1936, y en el extremo derecho del retablo mayor se encuentra la imagen de San Isidro Labrador. En su parte superior, se encuentra la imagen de San Miguel Arcángel, flanqueado por dos ángeles que reposan tumbados sobre su costado. En su parte inferior se sitúa el sagrario, realizado en plata en su color.
- Retablo de la Virgen del Carmen. Es de estilo neobarroco y de madera sobredorada y alberga las imágenes de la Virgen del Carmen, con corona de plata sobredorada, de Santa Teresa de Jesús y de Santa Teresa de Lisieux.
- Retablo del Calvario, de estilo neobarroco y de madera sobredorada, en el que las imágenes se disponen a modo de Calvario, hallándose en el centro la imagen del Cristo de la Vera-Cruz, realizada por José Vicens en 1947, a su izquierda la imagen de la Virgen de los Dolores, con corona de plata en su color, y a la derecha la de San Juan Evangelista, que data de 1991.
- Retablo de la Cruz de Pinchos, retablo neobarroco de madera sobredorada, de construcción moderna, en el que se venera la Cruz de los Pinchos, cruz de madera sobredorada realizada en el siglo XVIII y en la que se disponen una serie de "pinchos" o puntas a lo largo, también sobredoradas.
- Retablo del Señor Resucitado, de madera pintada simulando mármol y en el que dos columnas sostienen el entablamento y la cornisa sobre la que se apoya un frontón clásico. En él se venera la imagen de Cristo Resucitado, labrada por Castillo Lastrucci en 1945. Fue adquirida para la parroquia por Matías Pedraza, terrateniente de la localidad, y es la titular de la hermandad de Semana Santa del mismo nombre, que procesiona por las calles de la localidad el Domingo de Resurrección.
- Retablo de Santa Rita, de madera sobredorada y estilo neobarroco, en el que dos columnas salomónicas sostienen el cuerpo superior, formado por un arco de medio punto que soporta la cornisa, adornada con relives vegetales tallados. La imagen de Santa Rita es la titular de la hermandad del mismo nombre de la localidad.Retablo de Cristo Resucitado.

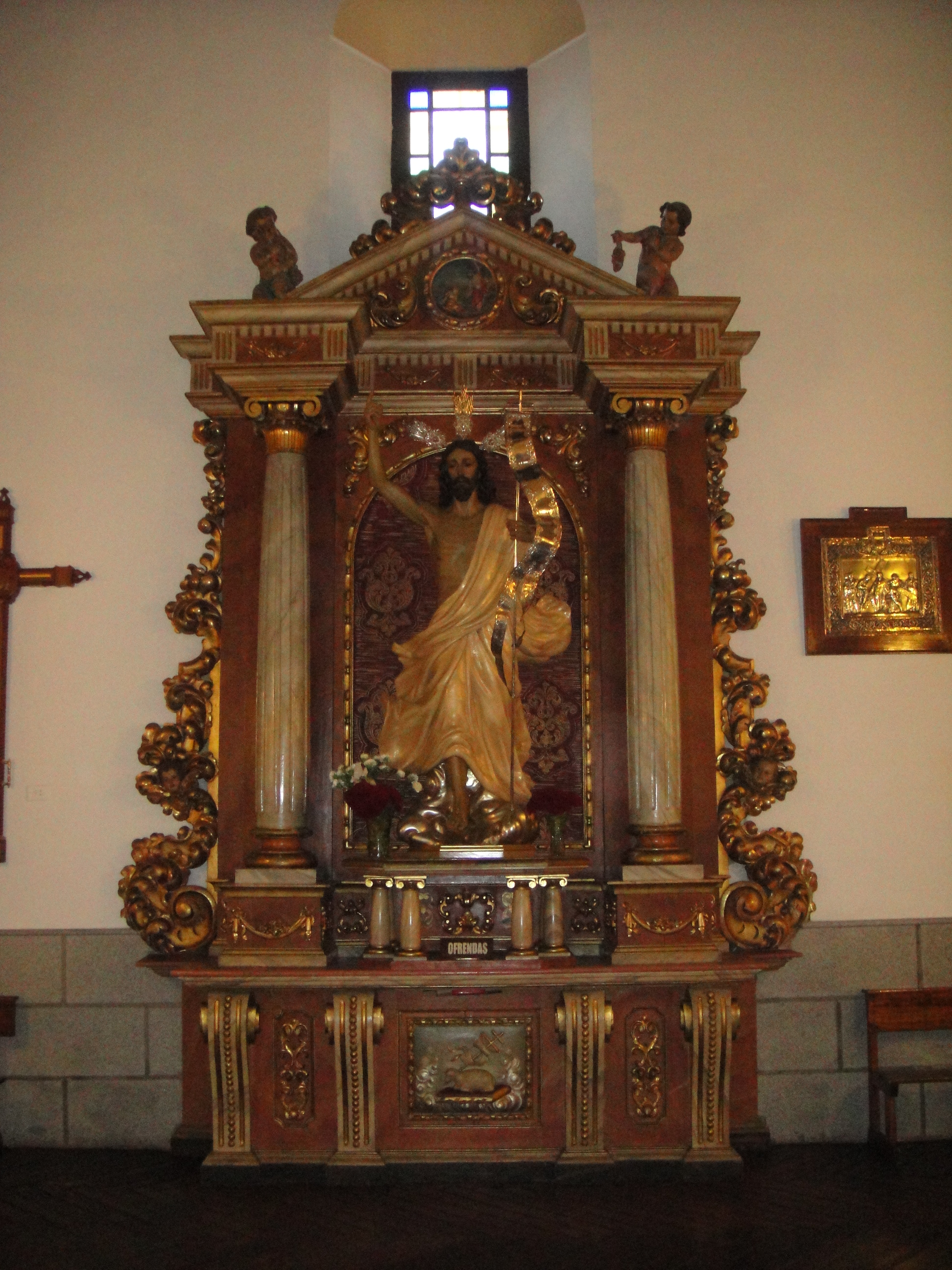
Retablo de Cristo Resucitado.

- Retablo de San Antonio de Padua, de estilo neobarroco y construido en madera sobredorada. En él se venera la imagen de San Antonio de Padua.
- Retablo de San Francisco de Asís, realizado en madera sobredorada en su mayor parte, contiene las imágenes de San Francisco de Asís abrazando a Cristo Crucificado, de San Fernando y de Santa Lucía.
- Retablo de San José: de madera sobredorada y con columnas salomónicas en los extremos, en él se halla la imagen de San José con el Niño Jesús, de talla. Éste retablo se encuentra en la capilla del Sagrario y a sus pies se dispone un altar de mármol, sustentado por columnitas del mismo material, sobre el que se dispone el Sagrario, de bronce dorado y de estilo neobarroco. En la actualidad se usa este sagrario, mientras que permanece inactivo el situado en el altar mayor.
- Retablo de la Virgen de la Candelaria, guarda una relativa similitud en cuanto al estilo con el retablo del Cristo Resucitado de la parroquia, aunque es de menor altura y mayor anchura. Está construido en madera forrada simulando mármol. En él se veneran las imágenes de la Virgen de la Candelaria y de San Juan Bautista.

En la capilla del Sagrario se encuentra la tumba del sacerdote cordobés Marcial Rodríguez Urbano, que durante cuarenta y un años fue párroco de la de San Miguel Arcángel. Anteriormente su tumba se encontraba en la capilla del cementerio municipal de Villanueva de Córdoba, siendo sus restos mortales trasladados aquí en diciembre de 2005 y descansando bajo una losa en el centro de la capilla, siendo la única tumba existente en el interior del templo.
Entre las piezas de orfebrería que guarda el templo destacan una custodia de mano de principios del siglo XVII, con cabujones y aplicaciones de esmalte, un copón de finales del siglo XVIII con los punzones de Pérez y Martínez, un cáliz punzonado en 1786 por M. Repiso y Martínez, y tres cálices de principios del siglo XX, entre los que se encuentra uno punzonado por A. Merino y Pérez en 1913, artistas que punzonaron también una custodia de la misma fecha. Destaca asimismo un Crucificado de marfil del siglo XVI y la custodia que procesiona durante la celebración del Corpus Christi, labrada en 1918.